# فرودگاه ماتاگامی
فرودگاه ماتاگامی (به انگلیسی: Matagami Airport) یک فرودگاه همگانی با کد یاتا YNM است که یک باند فرود آسفالت دارد و طول باند آن ۱٬۵۲۴ متر است. این فرودگاه در کشور کانادا قرار دارد و در ارتفاع ۲۸۰ متری از سطح دریا واقع شده‌است.